# Maurice Paulin
Maurice Ferdinand Paul Paulin, né le 14 septembre 1900 à Paris 5e et mort le 25 février 1986 à Boulogne-Billancourt, est un illustrateur, un dessinateur et un peintre français, principalement connu pour avoir illustré la série de romans d'espionnage pour la jeunesse Langelot.

## Biographie
Élève à l'École nationale supérieure des beaux-arts, il réalise dans les années soixante des aquarelles du paquebot France qui ont servi de publicités,. Quelques-unes de ses aquarelles sont visibles sur le site internet consacré à l'exposition du paquebot France au musée nationale de la Marine de Paris en 2011.
Maurice Paulin a également beaucoup pratiqué le dessin de mode avant la Seconde Guerre mondiale et fait quelques incursions dans la publicité et dans l'édition.
Il a notamment dessiné des publicités pour la marque de lingerie Valisère (plusieurs de ses dessins sont visibles sur Internet).
En 1964, il se tourne vers l'illustration de romans pour la jeunesse pour les éditions Nathan puis en 1965 pour les éditions Hachette : séries Langelot de Lieutenant X, Les Six Compagnons de Paul-Jacques Bonzon ou Les Joyeux Jolivet de Jerry West.

### Illustrations de romans pour la jeunesse

#### sérieLangelotdeLieutenant X
(publiée dans la collection Bibliothèque verte chez Hachette)
- 1965 : Langelot agent secret (no 284)
- 1966 : Langelot et le Satellite (no 297)
- 1966 : Langelot et les Espions (no 293)
- 1966 : Langelot et les Saboteurs (no 301)
- 1967 : Langelot contre Monsieur T (no 334)
- 1967 : Langelot et le Gratte-Ciel (no 318)
- 1967 : Langelot pickpocket (no 338)
- 1968 : Langelot contre 6 (no 372)
- 1968 : Langelot et l'Inconnue (no 363)
- 1968 : Une offensive signée Langelot (no 353)
- 1969 : Langelot chez les Pa-pous (no 403)
- 1969 : Langelot et les Crocodiles (no 386)
- 1970 : Langelot suspect (no 420)
- 1970 : Langelot et les Cosmonautes (no 436)
- 1971 : Langelot et le Sous-Marin jaune (no 456)
- 1971 : Langelot mène la vie de château
- 1972 : Langelot et la Danseuse (no 478)
- 1972 : Langelot et l'Avion détourné
- 1972 : Langelot fait le malin
- 1973 : Langelot et les Exterminateurs
- 1974 : Langelot fait le singe
- 1974 : Langelot et le Fils du roi
- 1975 : Langelot et la Voyante
- 1975 : Langelot kidnappé
- 1976 : Langelot sur la Côte d'Azur
- 1976 : Langelot à la Maison-Blanche
- 1977 : Langelot et le plan Rubis
- 1977 : Langelot sur l'Île déserte
- 1978 : Langelot passe à l'ennemi
- 1978 : Langelot chez le Présidentissime
- 1979 : Langelot garde du corps
- 1979 : Langelot en permission

#### sérieLes Six CompagnonsdePaul-Jacques Bonzon
(publiée dans la collection Bibliothèque verte chez Hachette)
- 1971 : Les Six compagnons et la princesse noire
- 1971 : Les Six compagnons et les espions du ciel
- 1972 : Les Six compagnons à la Tour Eiffel
- 1972 : Les Six compagnons et la brigade volante
- 1973 : Les Six compagnons et l'œil d'acier
- 1973 : Les Six compagnons en croisière
- 1974 : Les Six compagnons se jettent à l'eau
- 1974 : Les Six compagnons et les voix de la nuit
- 1975 : Les Six compagnons dans la citadelle

#### sérieLes Joyeux JolivetdeJerry West
(publiée dans la collection Bibliothèque rose chez Hachette)
- 1966 : Les Jolivet à la grande hutte (The Happy Hollisters) - Traduction de Suzanne Pairault, no 218
- 1966 : Les Jolivet au fil de l'eau (The Happy Hollisters on a river trip) - Trad. Suzanne Pairault, no 220
- 1966 : Les Jolivet font du cinéma (The Happy Hollisters and the old clipper ship) - Trad. Suzanne Pairault, no 226
- 1967 : Les Jolivet font du camping (The Happy Hollisters and the scarecrow mistery) - Trad. Suzanne Pairault, no 226
- 1967 : Le Trésor des pirates (The Happy Hollisters at Lizard cove) - Trad. Suzanne Pairault, no 259
- 1968 : Alerte au cap Canaveral (The Happy Hollisters and the mistery at missile town) - Trad. Suzanne Pairault, no 272
- 1968 : L'Énigme de la petite sirène (The Happy Hollisters and the mystery of the little mermaid) - Trad. Suzanne Pairault, no 284
- 1969 : Les Jolivet au cirque (The Happy Hollisters at circus island) - Trad. Suzanne Pairault, no 320
- 1969 : Le Secret de l'île Capitola (The Happy Hollisters and the sea, turtle mystery) - Trad. Suzanne Pairault, no 304
- 1970 : Les Jolivet et l'or des pionniers (The Happy Hollisters and the secret fort) - Trad. Suzanne Pairault, no 340
- 1970 : Les Jolivet montent à cheval (The Happy Hollisters at Pony Hill farm) - Trad. Suzanne Pairault, no 347
- 1971 : Les Jolivet au Far West (The Happy Hollisters and the cow-boy mystery) - Trad.e Colette Lucot, no 378
- 1972 : Les Jolivet et l'écho fantastique (The Happy Hollisters and the Swiss echo mystery) - Trad. Marie-Noëlle Grimbert.
- 1973 : Les Jolivet et les treize coups de minuit (The Happy Hollisters and the haunted house mystery) - Trad. Françoise Cousteau.
- 1974 : Le Ranch des Jolivet (The Happy Hollisters at mystery mountain) - Trad. Lisa Rosenbaum.
- 1974 : Les Jolivet au Colorado (The Happy Hollisters and the Indian treasure) - Trad. Lisa Rosenbaum.
- 1975 : Les Jolivet et le cheval fantôme (The Happy Hollisters and the ghost horse mystery) - Trad. Marie-Noëlle Grimbert.
- 1976 : Les Jolivet trouvent le filon (The Happy Hollisters and the Castle rock mystery) - Trad. Lisa Rosenbaum.
- 1976 : Les Jolivet font du cinéma (The Happy Hollisters and the old clipper ship) - Trad. Suzanne Pairault.

#### Romans hors série
- 1964 : Un baiser pour toute l'année (Ein Kuss pro Jahr) de Gitta von Cetto - Traduit par Albert Cavin et Yvonne Rosso. Éditions Fernand Nathan.
- 1964 : Le Trèfle à quatre feuilles de Livja Flood - Collection Jeunes filles d'aujourd'hui, Fernand Nathan.
- 1964 : Contes et légendes d'outre-Rhin de Noémi Weiller - Coll. Contes et légendes de tous les pays, série « Le Monde », Fernand Nathan.
  - 1970 : Contes et légendes d'Allemagne (titre modifié), de Noémi Weiller - Collection « Contes et légendes de tous les pays », série « Le Monde », Fernand Nathan.
- 1965 : Avril enchanteur (Verzauberter April) de Antonia Arnold - Traduit par Betty Schimpff. Coll. Jeunes Filles d'aujourd'hui, Fernand Nathan.
- 1965 : La Gaîté est contagieuse (Fröhlichkeit steckt an) de Marie Brückner - Traduit par Anne-Marie Halley des Fontaines. Coll. Jeunes filles d'aujourd'hui, Fernand Nathan.
- 1965 : Et Violetta survint (Und dann kam Violetta) de Gitta von Cetto - Traduit par Betty Schimpff. Collection Jeunes filles d'aujourd'hui, Fernand Nathan.
- 1965 : Le Secret de Calinou d'Aline Ortholan - Nouvelle Bibliothèque rose no 191, Hachette.
- 1965 : Contes et récits du Far-West de par Ch. Quinel et A. de Montgon - Collection des contes et légendes de tous les pays, Fernand Nathan.
- 1966 : Le Roman de Josie (Wiedersehn mit Josi) de Gitta von Cetto - Traduit par Betty Schimpff. Collection Jeunes filles d'aujourd'hui, Fernand Nathan.
- 1966 : Cent amis pour Matilda de Thalie de Molènes - Coll. Idéal-Bibliothèque no 295, Hachette.
- 1967 : Jeunes Filles en croisière (Clare goes to Holland) de Mabel Esther Allan - Traduit par Alain Valière. Éditions Fernand Nathan.
- 1967 : Ma fille Lisbeth (Min datter Lisbeth) de Berthe Bratt[6]- Traduit du norvégien par Greti Besançon. Collection « Jeunes filles d'aujourd'hui », Fernand Nathan.
- 1967 : Une jeune fille de dix-sept ans (Lisbeth! Lisbeth!) de Berthe Bratt[6] (suite de Ma fille Lisbeth) - Traduit du norvégien par Greti Besançon. Collection Jeunes filles d'aujourd'hui, Fernand Nathan.
- 1967 : La Sierra de l'Indien mort, vagabond des Andes de Bernard Deleuze (pseudonyme de Paul Berna) - Coll. Super 1000 no 64, Les Presses de la Cité.
- 1967 : Fanny Hurst (Back Street) de Henri Duvernois. Traduit par Maurice Rémon. Coll. Super 1000 no 132, Les Presses de la Cité.
- 1967 : Fortune carrée de Joseph Kessel - Coll. Super Bibliothèque no 130, Éditions G. P..
- 1967 : Le Dernier Orage de Yvonne Meynier - Coll. Olympic no 6, Presses de la Cité.
- 1967 : Ma tendre panthère de Saint-Marcoux - Coll. Bibliothèque Rouge et Or. Souveraine, no 245, Les Presses de la Cité.
- 1967 : Réseau clandestin de Claude Stokis - Coll. Bibliothèque verte no 316, Hachette.
- 1968 : Le Serpent d'argent de Fernand Lambert - Coll. Super-1000 no 76, Presses de la Cité.
- 1968 : 6 histoires d'animaux de Fernande Huc - Coll. « Enfance heureuse », Paris : Bias.
- 1969 : Contes des mers du Sud  (South Sea Tales) de Jack London - Traduit par Paul Gruyer et Louis Postif. Bibliothèque verte no 397, Hachette.
- 1969 : Les Chevaliers de l'Océan de François Celier (Les Aventures d'Eric Matras) - Bibliothèque verte no 404, Hachette.
- 1970 : La Vallée fantastique de François Celier (Les Aventures d'Eric Matras) - Bibliothèque verte no 418, Hachette.
- 1970 : Le Tonnerre de Valmy (Thunder of Valmy) de Geoffrey Trease. Traduit par Alain Valière - Coll. Olympic no 35, Éditions G. P.
- 1970 : Les Aventures de James Bond junior 003 1/2 (The Adventures of James Bond junior 003 1/2) de R.D. Mascott - Traduit par Jean Muray, Bibliothèque verte no 419, Hachette.
- 1970 : La Prairie (The Prairie) de Fenimore Cooper - Bibliothèque verte no 431, Hachette.

## Source
- Bibliothèque nationale de France (pour la bibliographie)